# 八百善

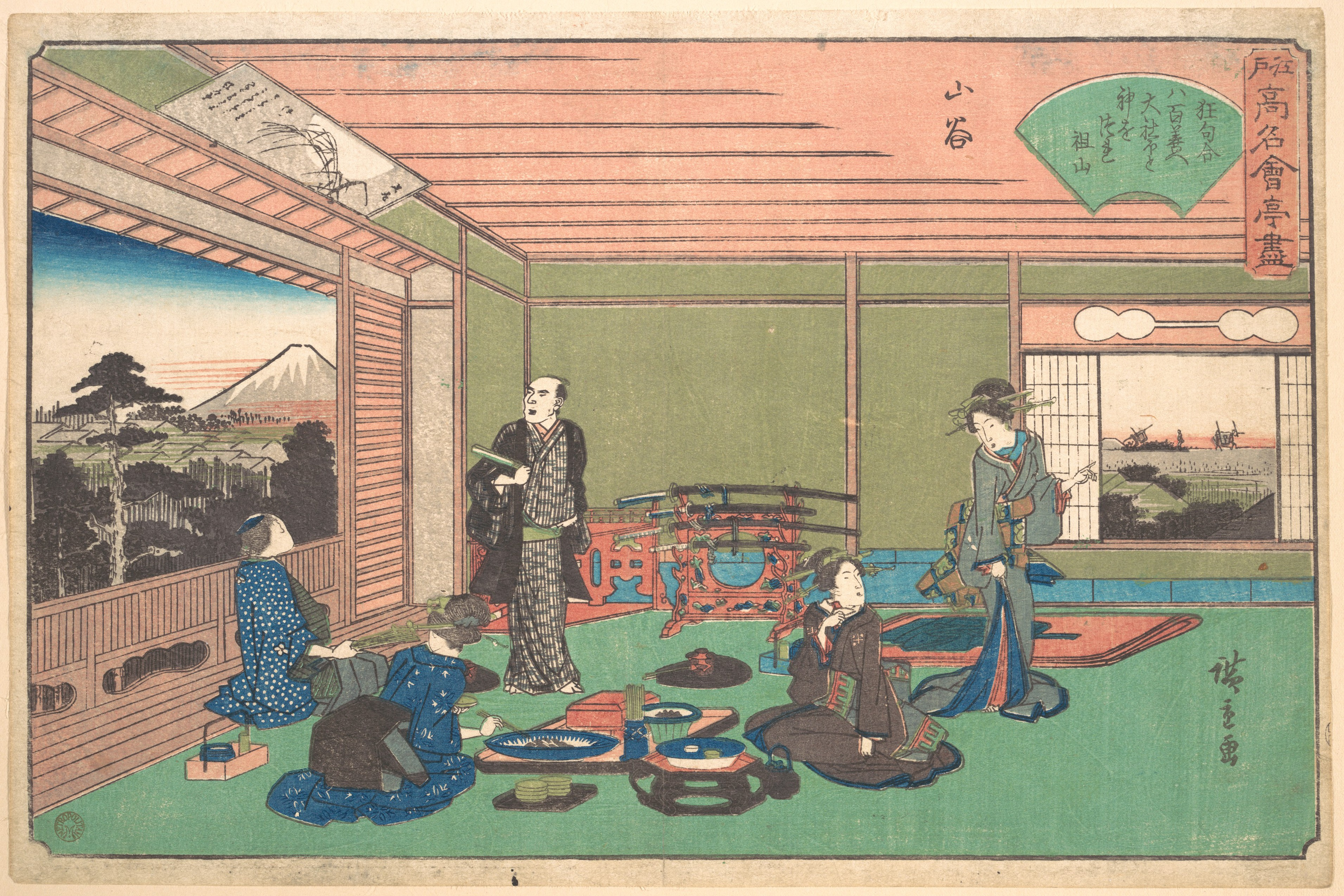
歌川広重『江戸高名会亭尽』「山谷 八百善」

八百善（やおぜん）は、江戸時代に会席料理を確立し、江戸で最も成功した料亭のひとつである。

## 概要
享保年間に浅草山谷で創業して以来、栄枯盛衰を繰り返す。もともとは八百屋だったが、周囲に寺が多かったことから料理の仕出しを始め、次第に料理屋として評判を取るようになった。
文政期の四代目の当主栗山善四郎は、多才多趣味で当世一流の文人墨客との交流が深く、狂歌、絵師、戯作家の大田南畝（蜀山人）に「詩は五山　役者は杜若　傾はかの　芸者は小萬　料理八百善」と言わしめた。また、八百善が文政五年に刊行した『江戸流行料理通』は当時の料理テキストとも言うべきものだが、蜀山人・鵬斎（亀田鵬斎）が序文を寄せ、谷文晁、葛飾北斎、酒井抱一らが挿画を描いて評判になり、江戸土産としても人気を博した。
徳川将軍家代々の御成りも仰ぎ、ペリー来航の際の饗応料理も担うなど、その名を江戸中にとどろかせた。また様々な文献にも登場し、「一両二分の茶漬け」や「はりはり漬」、「松皮鯛」、「きんとん」、「海老素麺」、「うつろ豆腐」、「嶺岡豆腐」、「鴨真蒸」、「中華玉子」など料理にまつわる数々の逸話も存在する。高級料亭の先駆け的存在として、江戸の食文化の形成において重要な役割を果たした。
古器物鑑定を橋本抱鶴に、茶道を浦江竹窓に学んだ八代目は、明治維新の際に金にあかせて古器物を買い集め、晩年息子の銑治に九代目を譲ったのち栗山全祐と改名し、屋敷内に博物館風の茶席「六窓庵」を造って収集品を愛玩し、明治45年(1912)に亡くなる際には古器物の保存と江戸式料理の維持を細かく遺言したという。明治期の八百善は、ロシアの皇太子ニコライ（後のロシア皇帝ニコライ2世）の接待料理を担当するなど、外国にもその名を知られた。山谷堀の名店として人気を集め、上野店も出したが、関東大震災で壊滅し、移転した。
現在は、十代目の指導のもと、十一代目の栗山善四郎が代表を務める『割烹家八百善株式会社』が、三越、小田急などの大手百貨店、また各通販業界において、八百善ブランドの江戸料理の高級惣菜、おせち料理等を提供している。
2004年3月まで江戸東京博物館のレストランとして江戸料理を現代に伝えていた。その後、2013年5月8日に鎌倉十二所にある五大堂明王院境内にて、ほぼ10年ぶりに料理屋としての店舗を、十代目、十一代目栗山善四郎が復活させた。
2017年1月には、江戸から現代まで継承される江戸料理の集大成を記した、「江戸料理大全」を誠文堂新光社より刊行した。
2022年、横浜に「八百善 雨月荘」を開店した。